# Like Ooh-Ahh
„Like OOH-AHH” (kor. OOH-AHH하게 OOH-AHH Hage) – koreański singel południowokoreańskiej grupy Twice, wydany cyfrowo 20 października 2015 roku w Korei Południowej.
Singel promował płytę The Story Begins. Singel sprzedał się w Korei Południowej w nakładzie 1 880 899 egzemplarzy (stan na grudzień 2016). Teledysk do utworu „Like OOH-AHH” został wyreżyserowany przez Naive, zespół producencki, który wyreżyserował także teledyski do piosenek Twice: „Cheer Up” i „TT”.
Japońska wersja tego utworu pojawiła się na japońskiej kompilacji #Twice, autorem słów jest Yhanael.

## Lista utworów
| Nr | Tytuł                                          | Słowa                          | Kompozycja                     | Aranżacja | Czas |
| -- | ---------------------------------------------- | ------------------------------ | ------------------------------ | --------- | ---- |
| 1. | "Like OOH-AHH" (kor. OOH-AHH하게 OOH-AHH Hage) | Black Eyed Pilseung, Sam Lewis | Black Eyed Pilseung, Sam Lewis | Rado      | 3:35 |

## Notowania
| Lista                              | Najwyższa pozycja |
| ---------------------------------- | ----------------- |
| Gaon Weekly Digital Chart          | 10                |
| Gaon Yearly Download Chart (2016)  | 17                |
| Gaon Weekly Streaming Chart        | 13                |
| BillboardPH Hot 100                | 49                |
| Billboard World Digital Song Sales | 6                 |